# Cayugas
Les Cayugas ou Cayougas (aussi Goyogouins, Guyohkohnyo ou encore le peuple du grand marécage) sont un peuple amérindien qui était membre des cinq tribus iroquoises. La région d'origine des Cayugas est celle des lacs Finger. Ils se trouvaient entre les Onondagas et les Sénécas.

## Histoire
Pendant la guerre d'indépendance américaine, les Cayugas se rangèrent du côté des Britanniques. Après avoir attaqué les colons américains, le général John Sullivan organisa une expédition punitive contre eux qui détruisit la plupart de leurs villages (Goiogouen, Chonodote, etc.).  Les survivants se réfugièrent chez leurs voisins iroquois ou au Canada anglais, où les autorités leur donnèrent une terre en récompense de leur loyauté.

## Populations actuelles
On compte aujourd'hui trois clans cayugas, dont les deux principaux vivent en Ontario à Six Nations of the Grand River. Les autres résident à Versailles, dans l'État de New York.
| Location  | Sénécas | Cayugas | Onondagas | Tuscaroras | Onneiouts | Mohawks | Combined |
| --------- | ------- | ------- | --------- | ---------- | --------- | ------- | -------- |
| Ontario   |         |         |           |            | 3970      | 14051   | 17603    |
| Québec    |         |         |           |            |           | 9631    |          |
| New York  | 7581    | 448     | 1596      | 1200       | 1109      | 5632    |          |
| Wisconsin |         |         |           |            | 10309     |         |          |
| Oklahoma  |         |         |           |            |           |         | 2200     |

- Source: Iroquois Population in 1995 by Doug George-Kanentiio .